# Amazing Grace (film 2006)
(convitato)
Amazing Grace è un film del 2006 diretto da Michael Apted.
Film biografico sulla figura storica di William Wilberforce (1759-1833), uomo politico inglese di profonda fede evangelica. Egli fu il leader del movimento contro la schiavitù che portò nel 1807 all'abolizione della tratta degli schiavi e infine nel 1833 anche della schiavitù nell'impero britannico.

## Trama

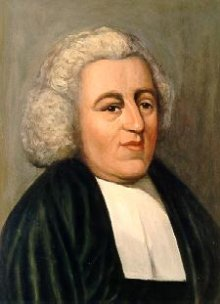
John Henry Newton

Eletto come giovane deputato nel Parlamento britannico, Wilberforce sta per lasciare questo ruolo a seguito di una forte conversione per dedicarsi alla fede come pastore anglicano; comprende poi, incoraggiato anche dai suoi amici, che può dedicarsi alla sua vocazione religiosa anche nell'arena politica. Infatti non abbandonando il suo posto in parlamento, dà inizio a una serie di campagne politiche che prendono ispirazione dalla sua fede cristiana. Egli è il primo politico a interessarsi dell'abolizione della schiavitù dei neri.
La lotta dura più di trent'anni e William lotta contro tutto e tutti. Deriso da molti, passa anche momenti difficili, finendo anche per ammalarsi. È la presenza di sua moglie Barbara, a sostenerlo, standogli vicino. Da sottolineare poi l'incoraggiamento e la guida spirituale che riceve da parte di John Newton, ex negriero pentito, che, ormai anziano e cieco, gli dà il supporto necessario per non arrendersi.
Sarà Newton a scrivere il famoso inno di lode a Dio in ringraziamento per la sua conversione, Amazing Grace, che dà il titolo al film. I versi di questa canzone fanno infatti riferimento ai sentimenti dell'autore pentito per il suo passato da negriero. Nel 1807 viene abolito il commercio di schiavi e nel 1833 viene abolita la schiavitù nelle colonie britanniche, tre giorni prima della morte di Wilberforce.